# Ivo Jahelka
Ivo Jahelka (* 18. července 1954 Dačice) je český advokát, popularizátor práva, folkový písničkář a kytarista a příležitostný herec, známý také jako „zpívající právník“.

## Život a dílo
Vystudoval Právnickou fakultu UK v Praze a získal titul JUDr. Ještě za studií se začal věnovat zhudebňování různých zajímavých soudních případů (tzv. „soudniček“) a jiných kuriózních příběhů z všedního života. V polovině 80. let uspěl na folkovém festivalu Porta, když se jeho píseň Soudili se dostala na výběrové album Porta '84 a byl vyhlášen „osobností“ Porty '85. Následně začal vydávat vlastní autorská alba, vesměs živé koncertní nahrávky, kde písně prokládá mluveným slovem rovněž na téma humorných situací z právní praxe.
Jeho písně jsou založeny na vtipných textech, které bývají kvalitně a nápaditě zrýmované. Melodie, většinou ve valčíkovém rytmu, mají spíše jen podpůrnou funkci.
Od roku 1978 žije a působí v Jindřichově Hradci, je advokátem a zabývá se zejména běžnými občanskými spory. Roku 2001 ve spolupráci s ČT připravil populárně naučný seriál o právu a soudnictví Neznalost neomlouvá. Na Dvojce Českého rozhlasu od března 2015 vysílá každý pracovní den ráno a odpoledne rubriku Soudnička Ivo Jahelky.

## Politická angažovanost
Ve volbách do Senátu PČR v roce 2014 kandidoval za TOP 09 a STAN v obvodu č. 15 – Pelhřimov. Se ziskem 17,40 % hlasů skončil v prvním kole na 2. místě, a postoupil tak do druhého kola. V něm prohrál poměrem hlasů 38,29 % : 61,70 % s kandidátem ČSSD a tehdejším předsedou Senátu Parlamentu ČR Milanem Štěchem.

## Diskografie
- 1984 Mikrofórum pátrá + Václav Erban a Tomáš Sláma
- 1985 Soudili se
- 1989 Ať žije spravedlnost
- 1990 Veselá revoluce
- 1991 Výpis z rejstříku lásek
- 1992 In flagranti
- 1994 Mikrofórum pátrá
- 1995 Recidiva
- 1998 Záchranáři z lidu + Petr Novotný
- 1999 Tenisová akademie + Miroslav Paleček
- 2001 Pojízdná soudírna
- 2003 Neznalost neomlouvá
- 2009 Písně právnické

## Knihy
- Když se smějí paragrafy
- Minimum k soudu
- Soudníček